# 타바르니아

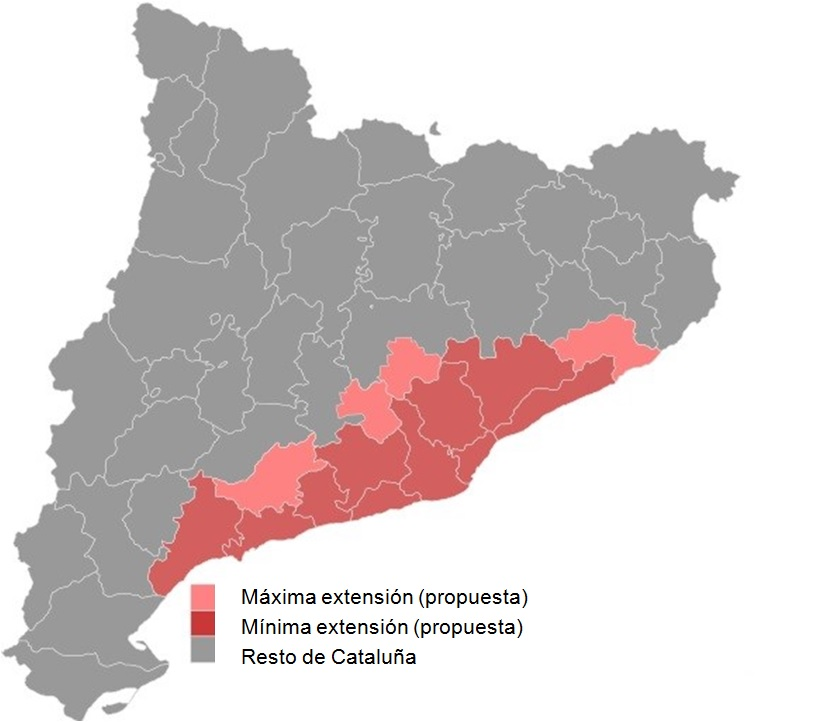
타바르니아의 제안된 범위.

제안된 타바르니아의 국기.

제안된 타바르니아의 문장.

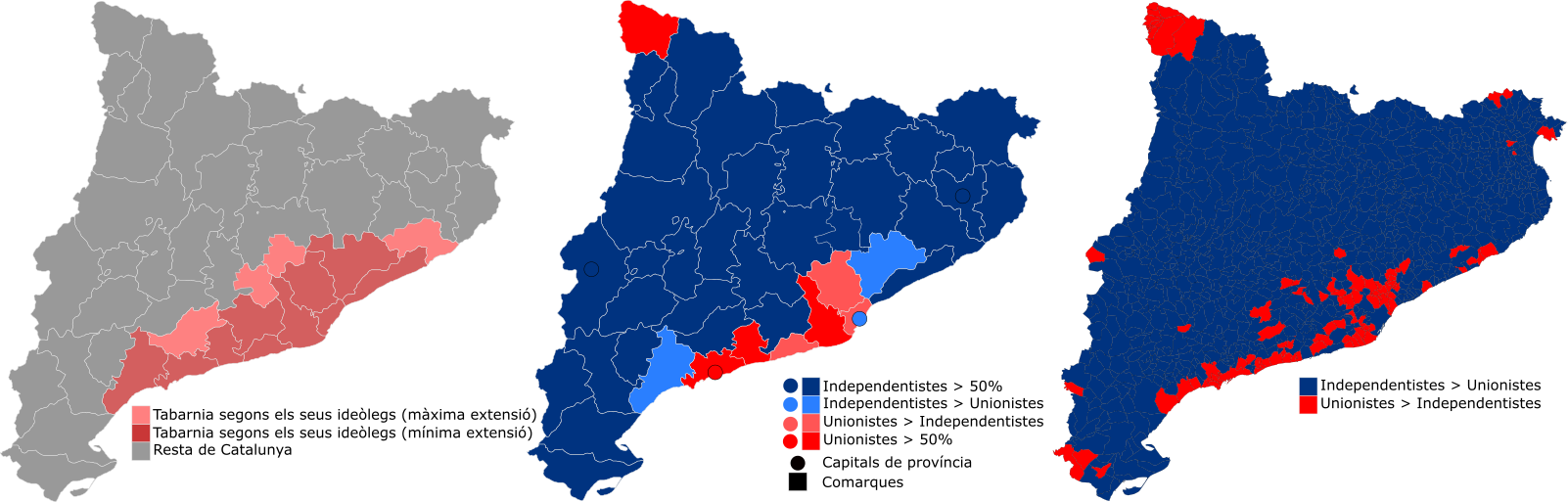
2017년 카탈루냐 지방 선거 결과와 비교한 타바르니아(왼쪽)의 이론적 규모. 빨간색 지역은 연합주의 정당을 지지했고, 파란색 지역은 분리주의 정당을 지지했다.

타바르니아(카탈루냐어: Tabàrnia, 카탈루냐어 발음: [təˈβaɾ.ni.ə]; 스페인어: [taˈβaɾnja])는 카탈루냐 내의 가상의 지역이다. 카탈루냐 독립운동의 풍자극 그리고 카탈루냐가 스페인으로부터 독립하는 것에 반대하는 운동을 했다. 타바르니아 운동은 국민투표를 옹호하는 독립주의 운동을 반영한다. 카탈루냐의 해안 도시 지역에서 스페인 자치 공동체를 신설하는 것으로, 카탈루냐 인구의 대부분을 차지하며, 일반적으로 독립 정당에 대한 투표는 투표의 30%에 거의 미치지 못하지만 카탈루냐 국내총생산의 대부분을 창출하는 지역이다. 이는 현재의 마스메, 바이스 캠프, 바이스 페네데스, 알트 페네데스, 가라프, 바이스 로브레가트, 바르셀로나, 발레스 오리엔탈, 발레스 옥시덴탈, 타라고네스를 포함한다.
타바르니아 운동은 주권적 주체가 카탈루냐인의 전체가 아니라 스페인인의 전체라고 가정하기 때문에(스페인 헌법에 명시된 바와 같이) 풍자적으로 게리맨더링을 제안한다. 카탈루냐 독립주의자들이 주장하는 또 다른 게리맨더링 사례를 반영하기 위한 전략으로 카탈루냐가 독립국이 될 것인지를 결정하기 위해 스페인의 주권을 깨는 것을 제안한다, 분리주의가 승리할 수 있는 기회를 가질 수 있는 곳에서만 사람들이 투표할 수 있도록 허용한다.
지지자들은 이 지역이 역사적인 바르셀로나현과 어느 정도 일치한다고 생각하지만, 그 정도는 상당히 다르다.
이 제안은 2011년에 만들어진 플랫폼에서 나온 것으로, 2017년 카탈루냐 지방 선거 결과 이후 새로운 관심을 불러일으켰다. '타바르니아'라는 단어는 2017년 12월 26일 입소문을 타면서 648,000개 이상의 언급으로 전 세계적으로 최고의 트렌드에 도달했다. 타바르니아 운동에 의해 조직된 유일한 주요 시위는 2018년 3월 4일 바르셀로나에서 열렸으며, 과르다 우르바나에 따르면 15,000명, 주최자에 따르면 200,000명이 참가했다.
이 용어, 개념, 그리고 타바르니아 국기는 2012년에 바르셀로나의 이웃인 다니엘 데 라 푸엔테에 의해 발명되었다. 자우메 비베스와 알버트 보아델라(시우다다노스의 창립자 중 한 명으로 간주됨) 타바르니아의 대변인이자 대통령이다. 하우메 비베스는 "(카탈루냐) 독립주의자들이 그들 자신의 주장을 반박하는 목표를 달성하기 시작했다"고 말했다. 미켈 마르티네스는 자신을 타바르니아 플랫폼의 대표로 내세우고 있다. 그러나 카탈루냐 협회 등록부에는 "Associació Somos Tabarnia"(우리는 타바르니아 협회)만 존재한다. 스페인어 수준에서는 "코디나도라 포르 타바르니아"와 "아셈블라 나시오날 데 타바르니아"라는 두 개의 다른 플랫폼이 존재한다.
몇몇 분리독립 반대 정당들과 단체들은 타바르니아 사상을 지지하는 행사들을 공표하고 참여하였다. 여기에는 시우다다노스, 파르티도 인기, 복스, 카탈루냐 당의 플라타포르마 등이 포함된다. 인터넷에서는 블로그 'Dolça Catalunya'가 인기를 높이는 데 기여했다. 에스케라 리퍼블리카나 데 카탈루냐, PDeCAT, 극우·외국인 혐오 운동인 이디타리 카탈루냐, 나시오날 데 카탈루냐와 같은 다른 정당과 운동들은 타바르니아의 개념을 비판했다.

## 운동

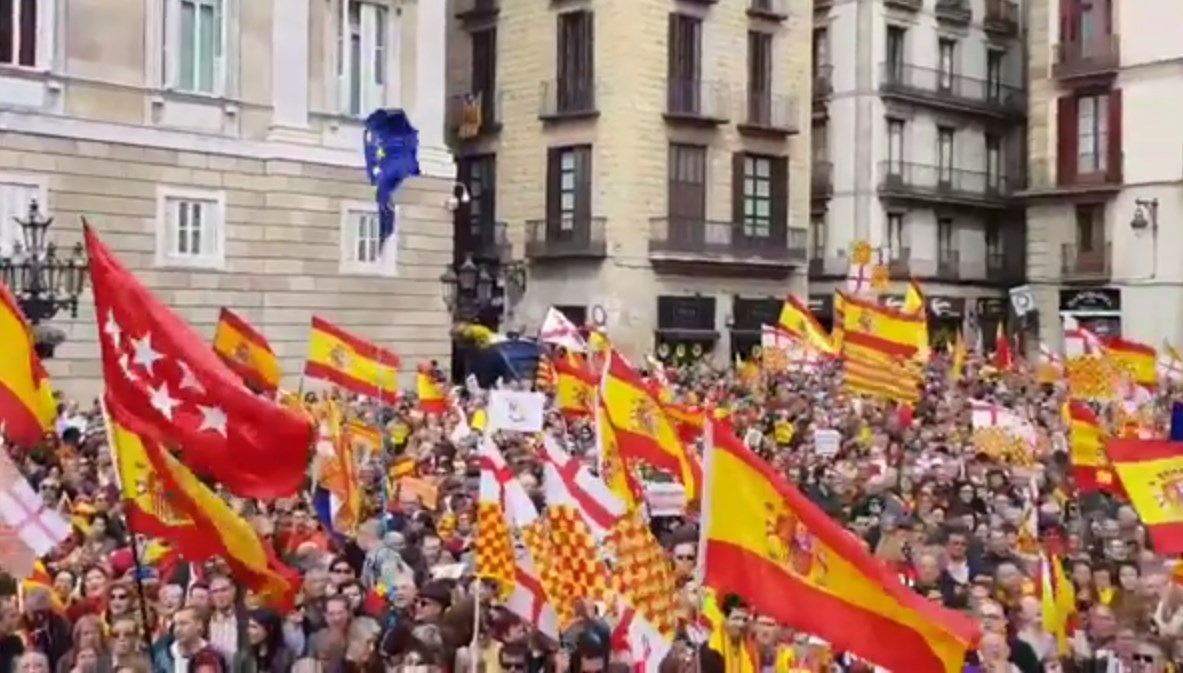
2018년 3월 4일 스페인으로부터의 카탈루냐 독립에 반대하는 타바르니아 운동 시위

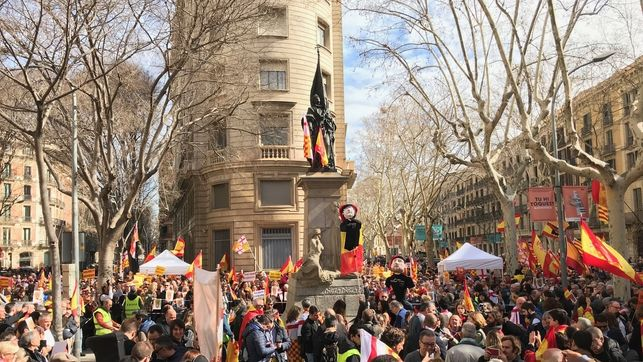
시위 기간 동안 라파엘 카사노바에게 꽃을 바치는 헌화

타바르니아 지지자들은 카탈루냐 분리주의 운동으로부터 거리를 두고 바르셀로나와 타라고나 지역 근처의 많은 영토들이 스페인 내의 자치 공동체로 구성될 수 있는 권리를 되찾기를 원한다. 2015 카탈루냐 지방 선거와 2017 카탈루냐 지방 선거에서 분리주의에 반대하는 정당들(주로 스페인의 정당), 카탈루냐 사회주의자당(PSC), 카탈루냐 인민당(PP)이 타바르니아 전체에서 다수 득표수와 의석을 얻었다(카탈루냐 전체에서 훨씬 적은 득표수와는 대조적으로). 그들은 바르셀로나 시 자체에서는 아니지만, 바르셀로나 시 자체에서는 다수 득표수를 얻었다. 그들은 스페인과 관련하여 카탈루냐 분리주의와 유사한 재정적 논쟁들을 암시한다. 타바르니아라는 용어는 분리주의에 대한 지지가 낮은 두 카탈루냐 지방인 타라고나 주와 바르셀로나 주의 이름을 기반으로 하는 신조어이다, 비록 지난 카탈루냐 선거에서 타라고나 주는 스페인 연합주의보다 분리주의를 더 지지하는 것으로 나타났다.

## 정치적 주장
타바르니아인들은 카탈루냐의 네 개의 다른 지방인 레이다, 지로나, 타라고나, 바르셀로나에서 투표 대표권이 불공평하여 불공평한 경제적 투자가 이루어졌다고 주장한다. 현재 선거법에 따르면 바르셀로나 지방에서는 레이다에서 필요한 20,915표를 위해 카탈루냐 의회에서 한 명의 대표를 선출하기 위해 48,521표가 필요하여 2.3의 비율이 된다. 타라고나는 31,317표가 필요하고 지로나는 30,048표가 필요하다. 카탈루냐 분리주의자들은 현재 선거법이 인구 밀도가 낮은 지역의 정치적 대표권을 보장한다고 주장하는 반면, 타바르니아인들은 역사적으로 레이다와 지로나는 항상 그들을 정부에 유지해 온 분리주의 정당을 지지하는 유권자가 대다수였기 때문에 법이 개정되지 않았다고 주장한다.
카탈루냐 분리주의자들이 경제 데이터를 해석해 스페인 전역에 부정적인 재정 균형이 있다고 주장하는 것과 같은 방식으로, 타바르니아인들은 카탈루냐 의회에서 타라고나와 바르셀로나의 대표성이 낮아서 그 지역에 부정적인 재정 균형이 생겼다고 주장하며, 이는 비슷한 경제 데이터 해석을 근거로 한다.

## 데모님
2017년 12월 27일, 스페인어 왕립 아카데미(Royal Academy of Spanish Language)는 자신들의 트위터 계정을 통해 타바르니아의 가장 적절한 대명사는 타바르니아(Tabarniense), 타바르니아노(Tabarniano), 타비노사노(Tabinoosano) 등이 될 것이라고 밝혔다.

## 가상의 영토와 역사 수정주의
- 수도권 지역
- 하이 피레네 산맥과 아란
- 타라고나
- 중부주
- 지로닌주
- 연사
- 에브로 지방

카탈루냐 지역 계획 1995년은 다양한 채식 프로젝트의 기초로 사용되었다.

타바르니아는 현재의 정치적 또는 행정적 단위에 해당하지 않는 가상의 영토 제안이다. 타바르니아 운동은 카탈루냐 분리주의자들이 주장하는 역사 수정주의를 반영하고 있다. 그리고 그들의 존재를 정당화하는 역사의 특정 시점에서 영토 정치 및 행정 단위의 전례를 발견한다. 그들의 출판물에 따르면 중세 시대의 바르셀로나 카운티는 오늘날 타바르니아인들이 제안한 것과 유사한 영토를 가지고 있었다. 대부분의 출처는 타바르니아를 가상의 지역으로 간주한다.

## 논란
운동의 창시자들, 이네스 아리마다스와 같은 카탈루냐 정치인들, 그리고 수많은 논평가들은 이 운동의 부상이 그들의 주장적 모순의 거울 역할을 하기 때문에 카탈루냐 분리주의 운동 사이에 긴장을 조성한다고 주장해 왔다. 독립을 위한 그들의 동일한 주장을 사용함으로써,은 타바르니아 운동의 명예를 실추시키기 위해 "노조주의자" 반론을 사용함으로써 카탈루냐 분리주의자들이 자신들을 모순시키도록 강요한다.
타바르니아를 카탈루냐로부터 분리하자는 가상의 제안을 함으로써, 타바니아 프로젝트의 설립자들은, 분리주의 정치인들이, 카탈루냐인들의 상당수가 자신들을 스페인 사람이라고 생각하고 스페인을 떠나고 싶어하지 않으며, 독립 선언이 이 지역 내에서 비슷한 운동을 촉발할 수도 있다는 것을 깨닫기를 원하고 있으며, 터무니없을 정도로 말이다. 마드리드에 있는 IE 대학교 국제관계학 학장인 마누엘 무니스에 따르면, 이 프로젝트는 민주주의 국가에서 "누가 언제 투표할 것인가"에 대한 논쟁을 촉발시켰으며, 그는 지역들이 독립을 결정할 자격이 있는 지역들이어야 하는가 아니면 도시들도 자격이 있는가에 대해 의문을 제기했다고 한다. 아니면 도시들 내의 지역들이어야 하는가?라는 이론이다.
아라의 CEO인 살바도르 가르시아 루이즈에 따르면, 타바르니아는 독립주의자들이 치른 2017 카탈루냐 지방선거 결과에 대한 신랄한 반응에 지나지 않는다. 의회에서 과반수를 잃지 않았다. 나는 노동조합원들을 위해 타바르니아를 피터팬의 "네버랜드"로 분류했다. 포데모스의 지도자 파블로 이글레시아스 또한 이 운동이 도움이 되지 않는 "국기 전쟁"을 조장하고 있다고 주장했기 때문에 이 운동에 비판적이었다. 그러나 타바르니아의 대변인은 목표가 결코 카탈루냐를 해체하는 것이 아니라 오히려 카탈루냐 분리주의와 그에 따른 모든 파괴적인 결과를 종식시킨다.

## 같이 보기
- 오크니, 셰틀랜드 및 웨스턴 제도의 헌법상 지위
- 퀘벡주의 분할
- 마요트
- 미국 남북전쟁의 웨스트버지니아
- 위에서 언급한 스페인 헌법의 조문을 사용하여 스페인에서 만들어진 다른 자치 공동체
  - 마드리드 공동체
  - 라 리오하 공동체
  - 알바세테 지방는 원래 무르시아 공동체(자치 정부가 있기 전)의 일부였지만, 지역에 자치 정부가 주어지자 카스티야 라만차로 재배치되었다.
  - 세우타와 멜리야는 원래 안달루시아 자치 공동체 내에서 각각 카디즈와 말라가의 일부였으며, 그 후 그들은 속주와 안달루시아에서 분리되어 자치 도시로서의 새로운 지위를 부여받았다.